# Удружење геодетских организација Србије
Удружење геодетских организација Србије (УГОС) или Геоудружење је струковно удружење приватних геодета у Србији.
"ГЕОУДРУЖЕЊЕ" је основано, као израз потребе геодета Србије, оснивача и власника приватних геодетских организација да се институционално, струковно и интересно повежу, а све у циљу заштите интереса приватних геодетских организација и струке у целини.

## Историјат
Удружење геодетских организација Србије, скраћени назив УГОС "ГЕОУДРУЖЕЊЕ", основано је у Београду 16. маја 2006. године. као Удружење оснивача и власника приватних геодетских организација Србије, одлуком Скупштине удружења дана 09.02.2024., удружење је променило начин организовања и назив у Удружење геодетских организација Србије.
Усвајањем Закона о изменама и допунама закона о државном премеру и катастру и уписима права на непокретностима, маја 2002. године, (Службени гласник РС, бр. 83/92, 53/93, 67/93, 48/94, 12/96, 15/96, 34/2001 и 25/2002) дефинисан правни оквир за оснивање геодетских организација и делокруг њиховог рада. Тачније речено, Законом су пренета овлашћења за извођење геодетских радова на терену и израда елабората у поступку одражавања катастра земљишта, а након тога и у поступку одржавања катастра непокретности приватним геодетским организацијама.

## Основни циљеви
- Успостављање система вредности у оквиру приватне геодетске праксе у Србији, са посебним нагласком на подизању квалитета услуга које пружамо и односу према нашим корисницима;
- Изградња партнерских односа, на реалним и равноправним основама са Републичким геодетским заводом, надлежним министарством и другим институцијама Републике Србије;
- Указивање на проблеме у струци и односима са институцијама, са предлозима за њихово превазилажење (узимањем активног учешћа приликом доношења и измена закона и подзаконких аката, притисцима на државне институције, едукацијом свог чланства, организовање семинара и радионица...);
- Омасовљење свог чланства, на основама лојалности струци и поштеном односу према колегама;
- Постављање геодетске струке, на место где реално припада у систему техничких струка сразмерно значају и одговорности које има.

Захваљујући овим и другим активностима "ГЕОУДРУЖЕЊЕ" је постало удружење са великим кредибилитетом и завидним уделом у многим сегментима живота, када је геодетска струка у питању. Као потврду овога изабрани смо за сталног члана скупштине Уније послодаваца Србије, члан смо Европске организације геодета, учесници смо 1. Српског геодетског конгреса и учесници смо и члан организациог одбора Првог сабора геодета Србије и Српске.